# Lonesome Rider
Lonesome Rider (engl. Einsamer Reiter) ist ein Lied der dänischen Heavy-Metal-Band Volbeat. Es war die dritte Single aus ihrem fünften Studioalbum Outlaw Gentlemen & Shady Ladies.

## Entstehung
Das Lied Lonesome Rider entstand im Jahre 2012 und wurde vom Sänger Michael Schøn Poulsen und dem Gitarristen Rob Caggiano geschrieben. Musikalisch verbindet das Lied Metal mit Country- und Western-Musik. Als Gastsängerin tritt die Kanadierin Sarah Blackwood von der Band Walk Off the Earth sowie der Kontrabassist Jakob Øelund von der Band Taggy Tones auf. Michael Schøn Poulsen erklärte in einem Interview mit dem Onlinemagazin Ultimate Guitar, dass er eigentlich nicht viel von den Stimmen weißer Sängerinnen hält, da diese zumeist gleich klingen und dass er die Stimmen schwarzer Sängerinnen bevorzugt.
Für das Lied wurde ein Musikvideo gedreht, in dem Michael Schøn Poulsen und Sarah Blackwood auftreten. Es wurde als Schwarzweißfilm gedreht und zeigt Poulsen als Sensenmann sowie Blackwood, die auf einer Kutsche einen Sarg transportiert. Jakob Printzlau aka PlasticKid führte Regie und schrieb das Drehbuch für das Video. Die Single wurde am 28. Oktober 2013 über Vertigo Records veröffentlicht. Am 19. April 2014 veröffentlichte Spinefarm Records im Vereinigten Königreich eine 10″-Single anlässlich des Record Store Day. Dabei war Lonesome Rider die B-Seite, während die A-Seite das Lied Doc Holliday enthielt. Die Single erschien auf goldenem Vinyl und war auf 500 Exemplare limitiert.

## Rezeption
Für Katrin Riedl vom deutschen Magazin Metal Hammer stellt Lonesome Rider einen der Höhepunkte des Albums dar. Laut Heiko Eschenbach vom Onlinemagazin Metal.de wirkt Lonesome Rider wie der unspektakuläre Versuch eines Country-Rockers im Nashville-Stil.

### Charts und Chartplatzierungen
| ChartsChartplatzierungen | Höchstplatzierung | Wochen |
| ------------------------ | ----------------- | ------ |
| Dänemark (IFPI/Nielsen)  | 8 (18 Wo.)        | 18     |

### Auszeichnungen für Musikverkäufe
| Land/Region     | Auszeichnungen für Musikverkäufe (Land/Region, Auszeichnung, Verkäufe) | Verkäufe |
| --------------- | ---------------------------------------------------------------------- | -------- |
| Dänemark (IFPI) | Platin                                                                 | 90.000   |
| Schweden (IFPI) | Platin                                                                 | 80.000   |
| Insgesamt       | 2× Platin ·                                                            | 170.000  |